# Hemeringen
Hemeringen ist eine etwa 10 km von Hameln entfernte Ortschaft in der Stadt Hessisch Oldendorf mit ca. 1.400 Einwohnern und gehört zum Landkreis Hameln-Pyrmont in Niedersachsen.

## Geschichte
Die Gründung des Dorfes Hemeringen wird auf ungefähr 800 datiert. Die alte Dorfkirche wurde vor 1151 gebaut, die erste urkundliche Erwähnung des Namens Hemeringen war im Jahr 1145.
Hemeringen war in früherer Zeit von überörtlicher Bedeutung. Im Jahr 1200 existierte dort ein Gau-Gericht (Go-Gericht). Weiterhin war Hemeringen Sitz eines Klosterordens der Augustinerinnen. Dieses Kloster wurde um 1426 von Egestorf nach Hemeringen verlegt und ging 1468 wieder zurück nach Egestorf, wo es 1559 aufgelöst wurde. Hemeringen war Sitz der Propstei, die neben dem Nonnenkloster Egestorf auch die Pfarrei Fuhlen verwaltete.
Der Name Hemeringen kann über Hemern von Ham = Wald abgeleitet haben, ein Indiz dafür, dass der Wald um den Hemeringer Berg in frühester Zeit bis an den südlichen Ortsrand herangereicht haben könnte. Eine zweite Ableitung nennt den Sippenführer Hamar (Hamar-ingen) als Namensgeber für Hemeringen. Eine dritte Auslegung leitet Hemeringen von „Hem“ = Wohnstätte am Wasser (Heim am Wasser) ab.
Das Ortssiegel mit Eiche, zwei Mühlrädern und Wasser zeigt die einstige landschaftliche Umgebung Hemeringens mit reichen Wäldern und dem fruchtbaren Bachtal mit dem Hemeringer Bach, der die Wasserkraft für zahlreiche Mühlen lieferte. Nach diesen Mühlen wird Hemeringen auch als „das Dorf der sieben Mühlen“ bezeichnet. Einige davon wie z. B. die Pappelmühle sind noch zu sehen, aber längst nicht mehr in Betrieb.

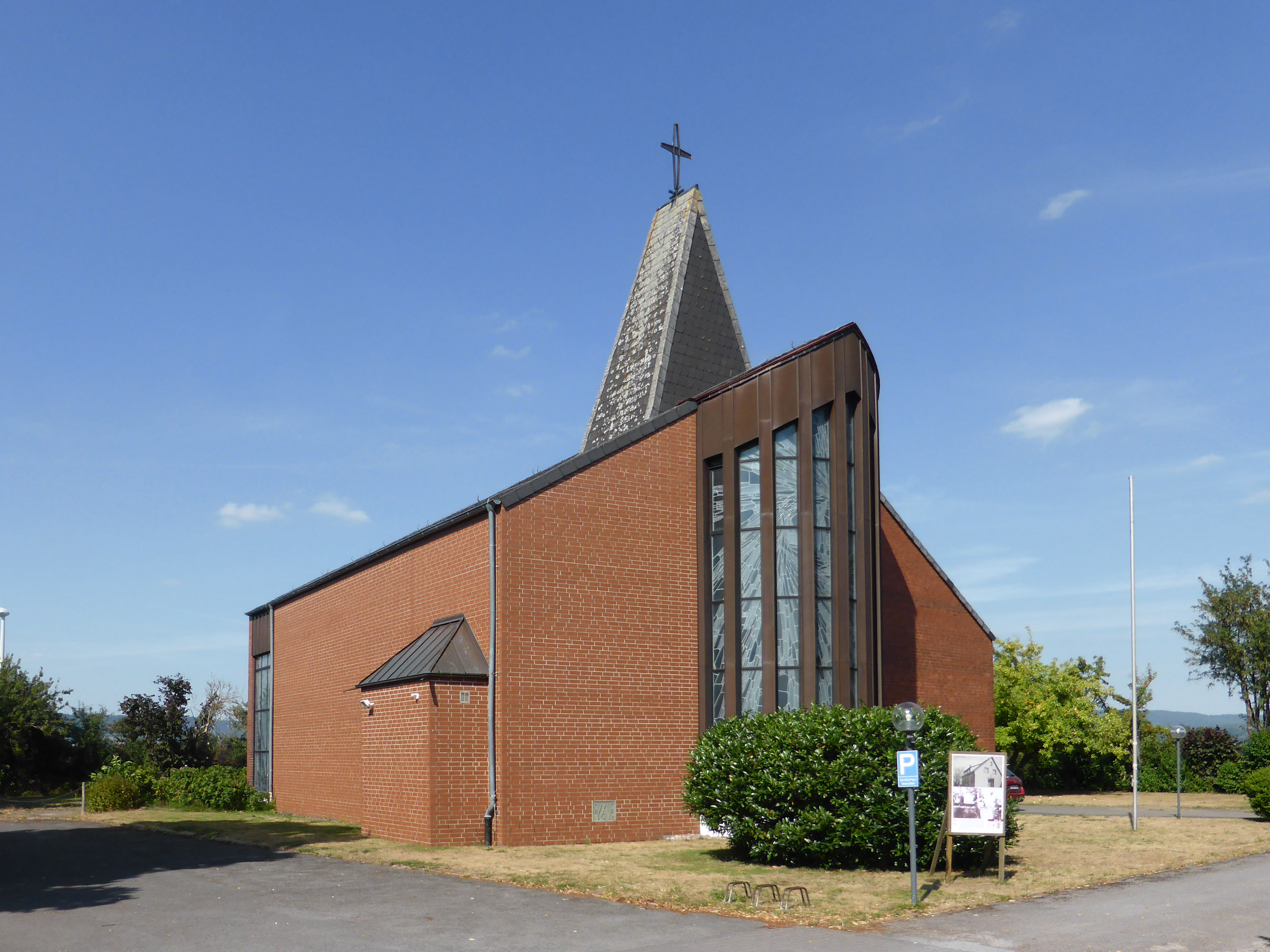
St.-Maria-Kirche

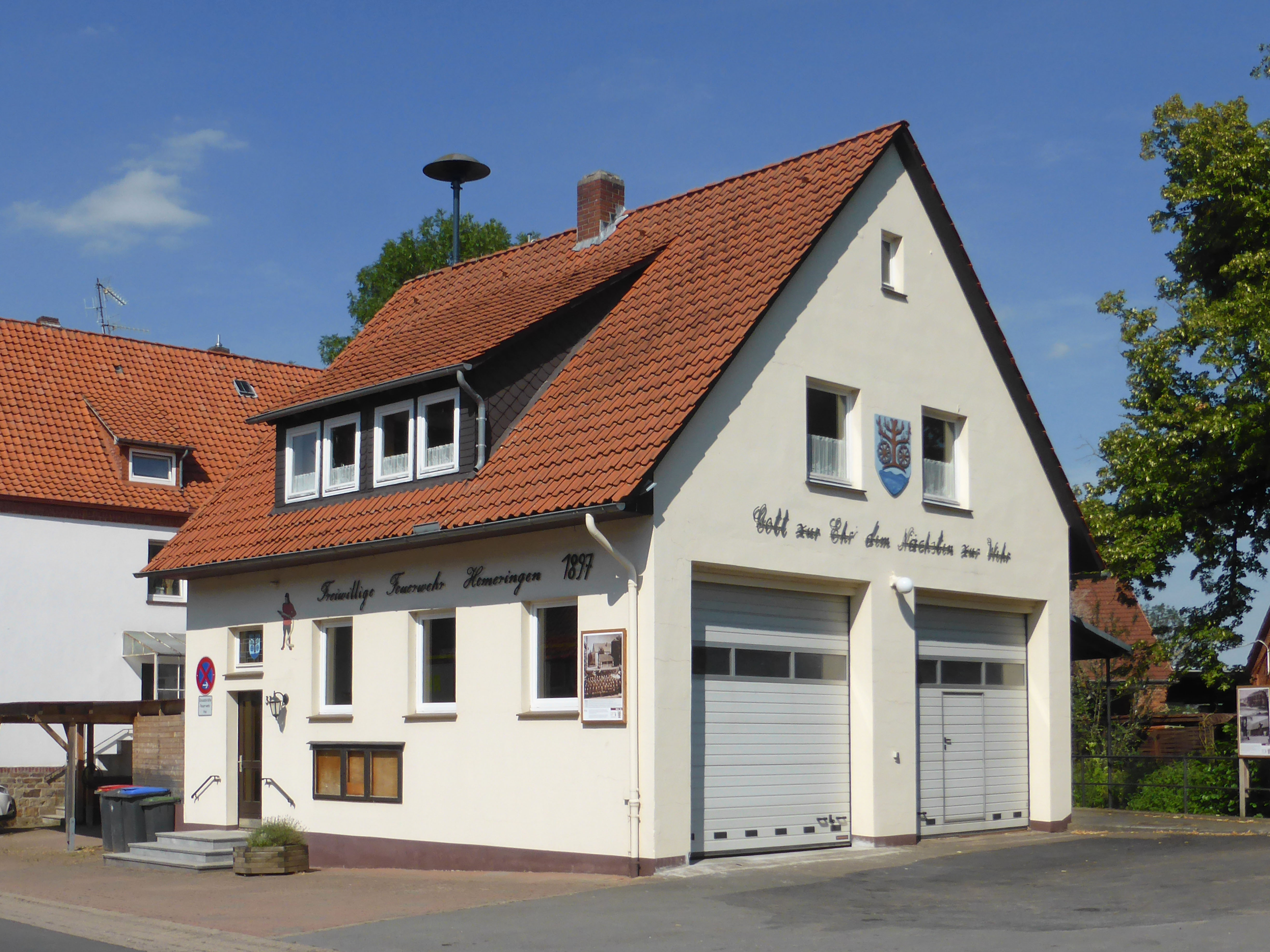
Feuerwehrhaus

Das Dorf Hemeringen hat zwei Kirchen. Die evangelische Kirche befindet sich an der Kirchstraße, ihre Kirchengemeinde gehört zum Kirchenkreis Hameln-Pyrmont des Sprengels Hildesheim-Göttingen. Die katholische Kirche St. Maria wurde 1965/66 am nördlichen Ortsausgang errichtet, seit 2012 gehört sie zur Pfarrgemeinde St. Sturmius in Rinteln.
Im unteren Teil befindet sich das alte Dorf mit Arztpraxen, kleineren Geschäften und der Freiwilligen Feuerwehr. Im oberen Teil liegen die größeren Neubaugebiete.
Hemeringen ist unter anderem bekannt für das Schützenfest, das seit 1842 regelmäßig alle vier Jahre gefeiert wird. Nach den napoleonischen Kriegen wurde es den Einwohnern in Hemeringen freigestellt, einen jährlichen Jahrmarkt abzuhalten oder ein Schützenfest zu feiern. Beim Schützenfest wird ein Scharmützel am Hemeringer Berg nachgestellt. Während der napoleonischen Kriege zogen marodierende, sich in die Heimat zurückziehende französische Soldaten auch durch Hemeringen. Bei den Plünderungen kam ein Hemeringer Einwohner ums Leben, woraufhin eine Bürgerwehr für Ruhe und Ordnung sorgte. Aus dieser Geschichte sind die beiden großen Kompanien des Schützenfestes entstanden, die Schützenkompanie und die Räuberkompanie. 
Am 1. Januar 1973 wurde die Gemeinde Hemeringen vom Landkreis Hameln-Pyrmont in den Landkreis Grafschaft Schaumburg umgegliedert. Die bisher selbständigen Gemeinden Friedrichsburg, Friedrichshagen, Fuhlen, Heßlingen, Lachem und Rumbeck wurden eingegliedert. Am 29. Januar 1973 wurde Hemeringen der Stadt Hessisch Oldendorf zugeordnet.